# Exogone sexoculata
Exogone sexoculata är en ringmaskart som beskrevs av Hartmann-Schröder 1979. Exogone sexoculata ingår i släktet Exogone och familjen Syllidae. Inga underarter finns listade i Catalogue of Life.